# Aulacospermum plicatum
Aulacospermum plicatum là một loài thực vật có hoa trong họ Hoa tán. Loài này được Pimenov & Kljuykov mô tả khoa học đầu tiên năm 1990.